# Ahmet Telli

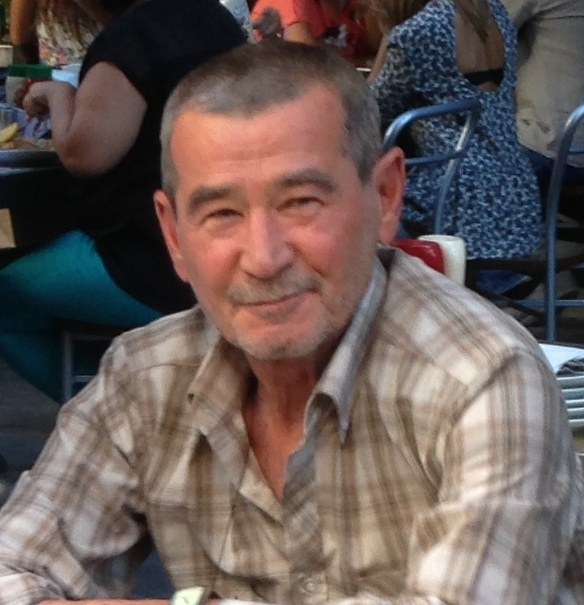
Ahmet Telli (2013)

Ahmet Telli (* 2. Dezember 1946 in Eskipazar, Provinz Çankırı) ist ein türkischer Lehrer und Schriftsteller.

## Leben
Ahmet Telli besuchte die Schulen in Hasanoğlan und Pazarören. Nach seinem Lehramtsstudium arbeitete er vier Jahre lang in einer Grundschule. Nachdem er das Gazi Eğitim Enstitüsü (heute Gazi Üniversitesi in Ankara) absolviert hatte, arbeitete er in verschiedenen Städten und Provinzen als Lehrer für türkische Literatur. Nach dem Militärputsch 1980 wurde er verhaftet und sein Dienstverhältnis beendet. Im gleichen Jahr wurde er nach dem türkischen Strafgesetzbuch wegen Verstoßes gegen die Paragraphen 141, 142 und 146 verurteilt. Wegen seines Artikels, den er über die Gedichte von Cigerhun veröffentlichte, saß er wegen Verstoßes gegen den Paragraphen 142 in Haft. Er arbeitete als Buchhändler, Verleger, war Leiter verschiedener Verlagshäuser und Herausgeber. 1993 kehrte er nach einer Gerichtsentscheidung in den Lehrdienst zurück. Sein erstes Gedicht wurde 1961 veröffentlicht. Im Jahr 1972 gewann er für seine erste Veröffentlichung den 2. Platz des Kritikpreises der Zeitschrift Varlık Dergisi. 1980 bekam er für sein Buch Hüznün İsyan Olur zusammen mit Metin Altıok den Ömer Faruk-Toprak-Gedichts-Preis; für sein Buch Saklı Kalan bekam er 1982 den Preis Yazko Şiir Özendirme Ödülü. Nach 1972 wurden besonders viele Artikel und Gedichte Ahmet Tellis in Literaturzeitschriften publiziert. Die Zeitschrift Türkiye Yazıları (März 1983, Nr.: 72) veröffentlichte einige seiner Werke.

## Werke

### Gedichte
- Yangın Yılları (1979)
- Hüznün İsyan Olur (1979)
- Dövüşen Anlatsın (1980)
- Saklı Kalan (1981)
- Su Çürüdü (1982)
- Belki Yine Gelirim (1984)
- Çocuksun Sen (1994)
- Kalbim Unut Bu Şiiri (1994)
- Barbar ile Şehla (2003)
- Nida (2009)

### Sonstige Werke
- Ben Hiçbir Şey Söylemedim (2001)
- Sulara mı Yazıldı (2001)
- Buradayım Sözümde (2005)

## Artikel
- Okur Olmak
- 14 Şubat Dünya Sevgililer Günü
- 8 Mart Dünya Kadınlar Günü
- Şiir - Beste Ilişkisi
- Dil - Kişilik Ilişkisi
- Haziranda Yitirdiklerimiz
- Acının Islığı